# Ordinea de bătaie a Armatei României în Transilvania, iulie 1919
în perioada operației ofensive la vest de Tisa - 21 iulie-4 august 1919, forțele Armatei României, dislocate în Transilvania, aveau următoarea ordine de bătaie::pp. 321-333
Comandamentul Trupelor din Transilvania
- Comandant - General de divizie Gheorghe Mărdărescu
- Șef de stat major - General de brigadă Ștefan Panaitescu
- Sub-șef de stat major - Colonel Ștefan ganea

- Grupul de Nord

Comandant
- General de brigadă Nicolae Mihăescu
Șef de stat major
- Colonel Aurel Alimănescu
- Divizia 16 ardeleană

Comandant
- General de brigadă Alexandru Hanzu
Șef de stat major
- Locotenent-colonel Arthur Phleps
- Regimentul 16 Vânători
- Brigada 41 Infanterie - Comandant - colonel Ștefan Ionescu

- Regimentul 81 Infanterie
- Regimentul 82 Infanterie

- Brigada 42 Infanterie - Comandant - colonel Savel Neagu

- Regimentul 83 Infanterie
- Regimentul 84 Infanterie

- Brigada 16 Artilerie - Comandant - colonel Nicolae Opran

- Regimentul 31 Artilerie
- Divizionul I/Regimentul 32 Obuziere

- Escadronul I/Regimentul 1 Călărași
- Brigada 12 Artilerie - Atașată operativ

- Regimentul 22 Artilerie
- Divizionul I/Regimentul 27/2 Obuziere

- Divizia 2 Vânători

Comandant
- General de brigadă Gheorghe Dabija
Șef de stat major
- Locotenent-colonel Constantin Bălăcescu
- Brigada 3 Vânători - Comandant - colonel Dumitru Dumitriu

- Regimentul 2 Vânători
- Regimentul 3 Vânători

- Brigada 4 Vânători - Comandant - colonel Constantin Oprescu

- Regimentul 9 Vânători
- Regimentul 10 Vânători

- Brigada 14 Artilerie - Comandant - colonel Nicolae Vasilescu

- Regimentul 24 Artilerie
- Divizionul I/Regimentul 29/4 Obuziere
- Bateria 4/Regimentul 2 Artilerie de Munte
- Secția I Autotunuri

- Escadronul 4/Regimentul 2 Călărași
- Batalionul 14 Pionieri

- Grupul de Sud

Comandant
- General de brigadă Ștefan Holban
Șef de stat major
- Locotenent-colonel Constantin Vasilescu
- Divizia 18 ardeleană

Comandant
- General de brigadă Dănilă Papp
Șef de stat major
- Locotenent-colonel Iosif Iacobici
- Regimentul 18 Vânători
- Brigada 41 Infanterie - Comandant - colonel Ioan Marcovici

- Regimentul 89 Infanterie
- Regimentul 90 Infanterie

- Brigada 46 Infanterie - Comandant - colonel Pascu

- Regimentul 91 Infanterie
- Regimentul 92 Infanterie

- Brigada 18 Artilerie - Comandant - colonel Simion Marcovici

- Regimentul 35 Artilerie
- Divizionul I/Regimentul 36 Obuziere

- Escadronul II/Regimentul 1 Călărași
- Brigada 11 Artilerie - Comandant - colonel Anania Brădeanu (Atașată operativ)

- Regimentul 21 Artilerie
- Divizionul I/Regimentul 26/1 Obuziere

- Divizia 1 Vânători

Comandant
- General de brigadă Aristide Lecca
Șef de stat major
- Locotenent-colonel Eber Moucha
- Brigada 1 Vânători - Comandant - general de brigadă Dumitru Niculescu

- Regimentul 1 Vânători
- Regimentul 5 Vânători

- Brigada 2 Vânători - Comandant - colonel Teodor Pirici

- Regimentul 4 Vânători
- Regimentul 6 Vânători

- Brigada 33 Artilerie - Comandant - colonel Constantin Lăzărescu

- Regimentul 13 Artilerie
- Divizionul I/Regimentul 28/3 Obuziere

- Escadronul 1/Regimentul 1 Călărași

- Grupul de Manevră

Comandant
- General de brigadă Traian Moșoiu
Șef de stat major
- Locotenent-colonel Athanase Negulescu
- Divizia 1 Infanterie

Comandant
- General de brigadă Mihai Obogeanu
Șef de stat major
- Locotenent-colonel Dumitru Grozeanu
- Brigada 1 Infanterie - Comandant - colonel Petre Neicu

- Regimentul 17 Infanterie
- Regimentul 18 Infanterie

- Brigada 2 Infanterie - Comandant - Colonel Victor Tomoroveanu

- Regimentul 1 Infanterie
- Regimentul 31 Infanterie

- Brigada 1 Artilerie - Comandant - colonel Dumitru Pașalega

- Regimentul 1 Artilerie
- Regimentul 5 Obuziere

- Escadronul 1/Regimentul 6 Călărași
- Batalionul 1 Pionieri

- Divizia 6 Infanterie

Comandant
- General de brigadă Marcel Olteanu
Șef de stat major
- Locotenent-colonel Nicolae Mihăilescu
- Brigada 11 Infanterie - Comandant - colonel Gheorghe Botea

- Regimentul 10 Infanterie
- Regimentul 24 Infanterie

- Brigada 12 Infanterie - Comandant - Colonel Dumitru Rotaru

- Regimentul 11 Infanterie
- Regimentul 12 Infanterie

- Brigada 6 Artilerie - Comandant - colonel Constantin Constantinescu

- Regimentul 11 Artilerie
- Divizionul II/Regimentul 16 Obuziere
- Divizionul II/Regimentul 1 Artilerie de Munte

- Escadronul 1/Regimentul 6 Călărași
- Batalionul 6 Pionieri

Rezerva generală la dispoziția Comandamentului Trupelor din Transilvania
- Divizia 20 ardeleană

Comandant
- General de brigadă Mihail Darvari
Șef de stat major
- Locotenent-colonel Ilie Partenie
- Brigada 49 Infanterie - Comandant - colonel Rafael Mărculescu

- Regimentul 98 Infanterie
- Regimentul 104 Infanterie

- Brigada 50 Infanterie - Comandant - colonel Vasile Miron

- Regimentul 99 Infanterie
- Regimentul 100 Infanterie

- Brigada 20 Artilerie - Comandant - colonel Alexandru Butunoiu

- Regimentul 39 Artilerie
- Divizionul I/Regimentul 40 Obuziere

- Batalionul 20 Pionieri

- Divizia 21 ardeleană

Comandant
- General de brigadă Dumitru Glodeanu
Șef de stat major
- Locotenent-colonel Dumitru Papazoglu
- Brigada 53 Infanterie - Comandant - colonel Ioan Mihăescu

- Regimentul 105 Infanterie
- Regimentul 106 Infanterie

- Brigada 54 Infanterie - Comandant - colonel Nicolae Țuhaș

- Regimentul 107 Infanterie
- Regimentul 108 Infanterie

- Brigada 21 Artilerie - Comandant - general de brigadă Gheorghe Eremia

- Regimentul 41 Artilerie
- Divizionul I/Regimentul 42 Obuziere

- Batalionul 21 Pionieri

- Divizia 1 Cavalerie

Comandant
- General de brigadă Romulus Scărișoreanu
Șef de stat major
- Locotenent-colonel Alexandru Ghica
- Brigada 1 Roșiori - Comandant - general de brigadă Arion Brown

- Regimentul 1 Roșiori
- Regimentul 3 Călărași

- Brigada 6 Roșiori - Comandant - colonel Anton Lupașcu

- Regimentul 3 Roșiori

- Compania 1 Cicliști

- Divizia 2 Cavalerie

Comandant
- General de brigadă Alexandru Constantinidi
Șef de stat major
- Locotenent-colonel Constantin Ilasievici
- Brigada 2 Roșiori - Comandant - general de brigadă Cleante Davidoglu

- Regimentul 4 Roșiori
- Regimentul 9 Roșiori

- Brigada 3 Roșiori - Comandant - colonel Constantin Neagu

- Regimentul 5 Roșiori
- Regimentul 10 Roșiori

- Divizionul II Artilerie Călăreață
- Compania 2 Cicliști

- Brigada 5 Roșiori - Comandant -

- Regimentul 2 Roșiori
- Regimentul 7 Roșiori

- Batalionul III/Regimentul 14 Infanterie
- Bateria 2/Regimentul 4 Artilerie
- Grupul 5 Aviație - maior Athanase Enescu
- Artileria de munte

Unități aduse pe front în timpul acțiunilor militare
- Divizia 7 Infanterie

Comandant
- General de brigadă Constantin Neculcea
Șef de stat major
- Locotenent-colonel Ioan Stănescu
- Brigada 13 Infanterie - Comandant - colonel Gheorghe Iordăchescu

- Regimentul 15 Infanterie
- Regimentul 27 Infanterie

- Brigada 14 Infanterie - Comandant - colonel Constantin Ioan

- Regimentul 14 Infanterie
- Regimentul 16 Infanterie

- Brigada 7 Artilerie - Comandant - colonel Aurel Moscu

- Regimentul 4 Artilerie
- Divizionul I/Regimentul 8 Obuziere

- Escadronul 4/Regimentul 8 Călărași
- Batalionul 7 Pionieri

## Vezi și
- Ordinea de bătaie a Armatei României în Transilvania, ianuarie 1919
- Ordinea de bătaie a Armatei României în Transilvania, 15 aprilie-1 mai 1919